# NGC 5003
NGC 5003 ist eine linsenförmige Galaxie mit aktivem Galaxienkern vom Hubble-Typ S0-a im Sternbild der Jagdhunde. Sie ist rund 483 Millionen Lichtjahre von der Milchstraße entfernt.
Das Objekt wurde am 9. April 1787 von Wilhelm Herschel mit einem 18,7-Zoll-Spiegelteleskop entdeckt, der sie dabei mit „vF, pS, lbM“ beschrieb.